# سیریاتل
سیریاتل (به عربی: سيريتل) یک شرکت خصوصی ارتباطات راه دور در کشور سوریه است که در سال ۲۰۰۰ میلادی توسط رامی مخلوف پسردایی بشار اسد تأسیس شد. سیریاتل بیش از ۵۵درصد بازار ارتباطات سوریه را در اختیار دارد و ۹۹درصد مناطق مسکونی سوریه تحت پوشش این شرکت هستند. سیریاتل در سال در سال ۲۰۰۸ میلادی سرویس اینترنت پهن‌باند خود به نام سرف (به انگلیسی: Surf) را راه‌اندازی کرد.